# Akháj Fejedelemség
Az Akháj Fejedelemséget, a keresztes államok egyikét Guillaume de Champlitte, a negyedik keresztes hadjárat egy alacsony rangú lovagja alapította 1205-ben Montferrati Bonifác segítségével, így az új ország egészen 1224-ig a Thesszalonikéi Királyság (rajta keresztül pedig a Konstantinápolyi Latin Császárság) vazallusa volt. Miután az Epiruszi Despotátus ekkor megdöntötte hűbérurát, az Akháj Fejedelemség vált a régió domináns hatalmává. Területe a Peloponnészoszi-félsziget belső területeit (Moreát, ahogy a keresztesek nevezték) illetve néhány kevéssé jelentős kikötővárost foglalt magába. Szomszédjai az Epiruszi Despotátus, az égei-tengeri velencei birtokok és saját hűbérese, az Athéni Hercegség voltak. Az állam meglehetősen gazdag volt, és sokszor segítette a Latin Császárságot, az összes balkáni keresztes állam hűbérurát a nikaiai császárok ellen.
Az állam fővárosa eredetileg Andravidában volt, amit a korban a lovagi élet fellegvárának tartottak. II. (Villehardouin) Vilmos (1246–1278) maga is költő és trubadúr volt, udvarában saját pénzt vertek, és virágzott a francia nyelvű irodalmi kultúra. Itt keletkezett a keresztes államokról fontos adatokat közlő Morea Krónikája. A fejedelemség törvényei, a bizánci és francia jogelemek keveredésének termékei képezték a többi lovagállam törvénykezésének alapját. Az akháj tisztviselők gyakran viseltek a bizánci udvarban megszokott görög címeket (például logothetész, protovesztáriosz), ám a funkciók a nyugati feudalizmushoz igazodtak. A korábbi birtokadományozási rendszert (pronoia) is francia mintára szabták át: a parasztok gyakorlatilag továbbra is birtokolták földjüket, ám eddig sosem látott katonai és adószolgáltatásokra kötelezték őket latin uraik. Az Akháj Fejedelemség olyanná vált, mint egy kis francia gyarmat.
II. Vilmos a fővárost az újonnan épített erődbe, Misztrába telepítette (a régi Spárta közelében) 1249 folyamán. 1255-ben háborúba kezdett a velenceiekkel, 1259-ben pedig szövetségre lépett II. Mihály epiruszi despotával VIII. (Palailogosz) Mihály nikaiai régens ellen. Azonban a despota nagybátyja, Mánuel átállt az ellenséghez, Vilmost pedig elfogták a pelagóniai ütközetben. Csak 1262-ben szabadult, mikorra Mihály megszerezte magának Konstantinápolyt. Vilmos államát bizánci hűbéressé nyilvánították.
Halála után I. Károly szicíliai király kapta meg Moreát II. Balduintól, az utolsó latin császártól, aki tőle segítséget remélt Konstantinápoly visszaszerzésére. Vágya nem teljesült, emellett Károly és utódai személyesen sosem tartózkodtak az Akháj Fejedelemségben, de elegendő pénzzel és katonával látták el, hogy megvédhesse magát.
1311-től az Athéni Hercegség katalán kézben volt, és akciói hozzájárultak az Akháj Fejedelemség helyzetének destabilizálásához. A mind kisebb területű fejedelemség vagy száz évre nagyrészt itáliai nemesek kezébe került, amíg 1432-ben meg nem szerezte Morea deszposztésze, Palailogosz Tamás. A görögök Bizánc eleste után még kb. hét évig védték a terület maradványait, ám 1460-ban II. Mohamed végleg urává vált a területnek.

## Akháj fejedelmek
- I. Vilmos (Guillaume de Champlitte),  Morea fejedelme (1205–1209)
- I. Geoffroi (Geoffroi de Villehardouin), Akhaia fejedelme (1205–1209 k.)
- II. (Villehardouin) Geoffroi (1228 k. – 1246)
- II. (Villehadrouin) Vilmos (1246–1278), 1267-től I. Károly nápolyi király hűbérese
- I. (Anjou) Károly nápolyi király (1278–1285)
- II. (Anjou) Károly (1285–1289)
- Villehardouin Izabella (1289–1297), Florent de Hainaut felesége és társuralkodója
- Florent de Hainaut (1289–1297), Villehardouin Izabella férje és társuralkodója
- Villehardouin Izabella (másodszor 1301–1307), Savoyai Fülöp felesége és társuralkodója
- Savoyai Fülöp (1301–1307), Villehardouin Izabella férje és társuralkodója
- I. (Tarantói) Fülöp (1307–1313)
- Hainaut-i Matild (1313–1318), Villehardouin Izabella és Florent de Hainaut lánya
- Burgundi Lajos (1313–1316), Mathilde de Hainaut férje, névleges thesszalonikéi király
- Nápolyi Róbert (1318–1322)
- Jean de Gravina (1322–1333)
- Tarantói Róbert (1333–1364)
- II. Tarantói Fülöp (1364–1373)
- I. Nápolyi Johanna (1373–1381)
- Balzo Jakab (1381–1383)
- III. (Anjou) Károly (1383–1386) magyar király II. Károly néven
- interregnum (1386–1396), öt bitorló harca a trónért (egyik sem tekinthető uralkodónak)
- I. Péter (Pedro Bordo de San Superano) (1396–1402), önjelölt akháj fejedelem
- II. (Zaccharia) Mária (1402–1404) konstantinápolyi hercegnő
- Centurione Zaccharia (1404–1432) önjelölt akháj fejedelem, halála után a terület visszakerül a Bizánci Birodalom irányítása alá